# Sainte-Mondane
Sainte-Mondane (okzitanisch: Senta Mundana) ist ein Ort und eine südwestfranzösische Gemeinde (commune) mit 301 Einwohnern (Stand 1. Januar 2022) in der alten Kulturlandschaft des Périgord im Département Dordogne im Nordosten der Region Nouvelle-Aquitaine.

## Lage
Der Ort Sainte-Mondane liegt auf dem Südufer der Dordogne im Périgord Noir etwa 18 Kilometer (Fahrtstrecke) südöstlich von Sarlat-la-Canéda in einer Höhe von ca. 100 Metern ü. d. M.; der Kantonshauptort Carlux befindet sich etwa sieben Kilometer nördlich. Der Ort Souillac mit seiner berühmten Abteikirche befindet sich nur etwa 16 Kilometer nordöstlich.

## Bevölkerungsentwicklung
| Jahr      | 1968 | 1975 | 1982 | 1990 | 1999 | 2006 | 2018 |
| Einwohner | 262  | 240  | 223  | 212  | 199  | 226  | 257  |

Im 19. Jahrhundert lag die Einwohnerzahl der Gemeinde meist zwischen 400 und 700 Personen. Die Reblauskrise im Weinbau und der Verlust von Arbeitsplätzen durch die Mechanisierung der Landwirtschaft führten zu einem kontinuierlichen Bevölkerungsrückgang, der zu einem Tiefstand der Bevölkerung in den 1980er und 1990er Jahren führte.

## Wirtschaft
Bis in die heutige Zeit spielt die Landwirtschaft die größte Rolle im Wirtschaftsleben der Gemeinde. Der früher hier betriebene Weinbau ist jedoch nach der Reblauskrise gänzlich aufgegeben worden. Tabak und Mais sind ebenfalls auf dem Rückzug – stattdessen dominieren Wälder, Felder und Weiden, aber auch Walnuss-, Esskastanien- und Obstbäume die Region. Auch Gänseleberpastete und Trüffel zählen zu den regionalen Spezialitäten. Einige leerstehende Häuser werden als Ferienwohnungen (gîtes) vermietet.

## Geschichte
Die erste Erwähnung des Ortes bzw. der Kirche unter dem Namen Sancta Mundana findet sich im 11. Jahrhundert. Seit dem ausgehenden Mittelalter ist der Ort eng verknüpft mit der Familie Fénelon, die ursprünglich Vasallen der Vizegrafen von Turenne waren. Im Hundertjährigen Krieg (1337–1453) waren Ort und Burg zeitweise von den Engländern besetzt.

## Sehenswürdigkeiten

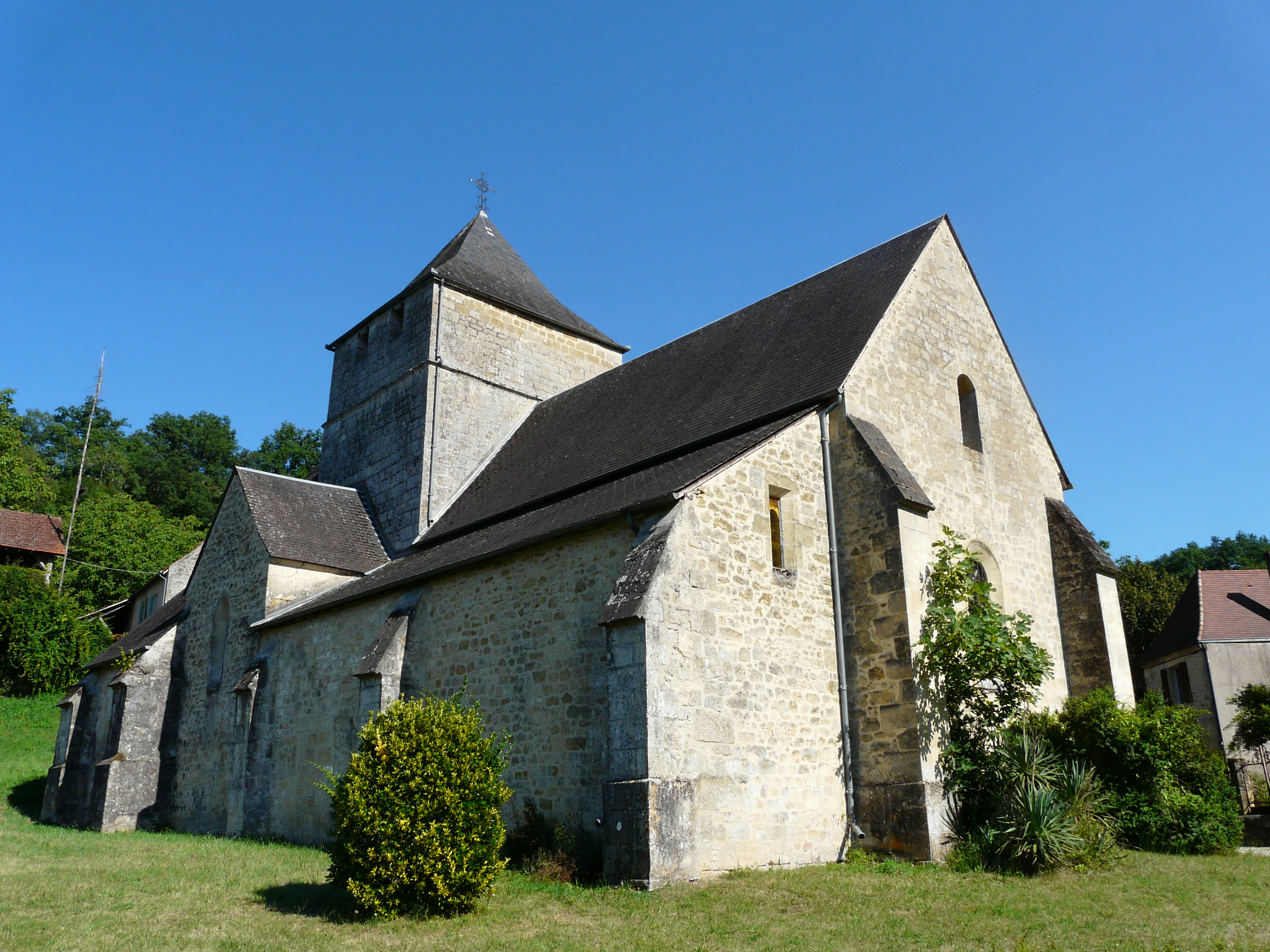
Kirche Sainte-Mondane

- Die Pfarrkirche Sainte-Mondane ist ein Bau des 12./13. Jahrhunderts, von dem jedoch nur die Apsis und eventuell der wehrhaft anmutende Vierungsturm erhalten sind. Im 17. Jahrhundert wurde die Nordseite des Kirchenschiffs geöffnet und um ein Seitenschiff erweitert. Das Eingangsportal wurde im 19. Jahrhundert auf die Südseite verlegt.
- Das nur etwa 200 Meter nördlich des Ortes gelegene Château de Fénelon mit seinen mächtigen Rundtürmen stammt in Teilen noch aus dem ausgehenden Mittelalter. Nach dem Ende des Hundertjährigen Krieges wurden die beiden Wohntrakte (corps de logis) mit ihren Kreuzstockfenstern hinzugefügt. Nahe beim Schloss haben sich auch Teile der ehemaligen Wirtschaftsgebäude – darunter ein Taubenhaus (pigeonnier) – erhalten (44° 50′ 37,3″ N, 1° 21′ 6,1″ O). Der Baukomplex ist seit dem Jahr 1927 (in Teilen erst seit 1962) als Monument historique anerkannt.[1]

## Persönlichkeiten
- François Fénelon (1651–1715) war Kardinal, Schriftsteller und Erzieher des Enkels Ludwigs des XIV.